# Monomma ambrense
Monomma ambrense is een keversoort uit de familie somberkevers (Zopheridae). De wetenschappelijke naam van de soort werd in 1961 gepubliceerd door Heinz Freude.